# Motocoltivatore

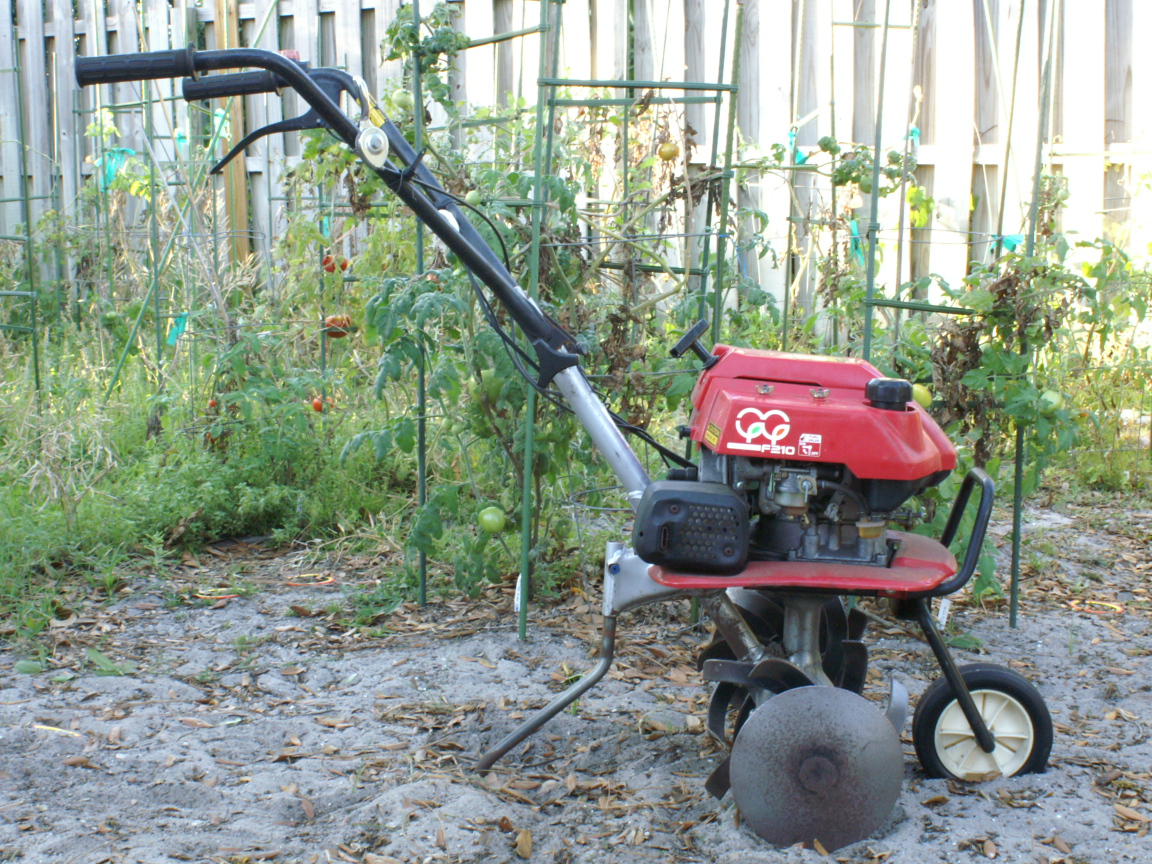
Esempio di motozappa. La trazione è data dalle frese

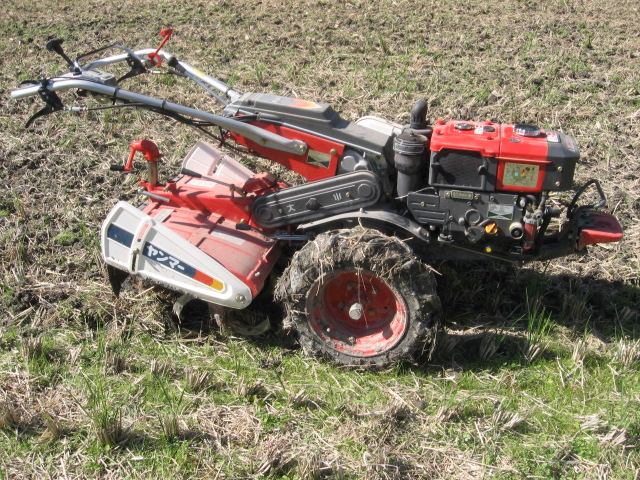
Motocoltivatore. La trazione è principalmente sulle ruote

Il motocoltivatore è una macchina agricola motorizzata per la lavorazione superficiale del terreno. Viene usato particolarmente per la lavorazione (fresatura) di piccoli appezzamenti di terreno nell'orticoltura e nel giardinaggio.

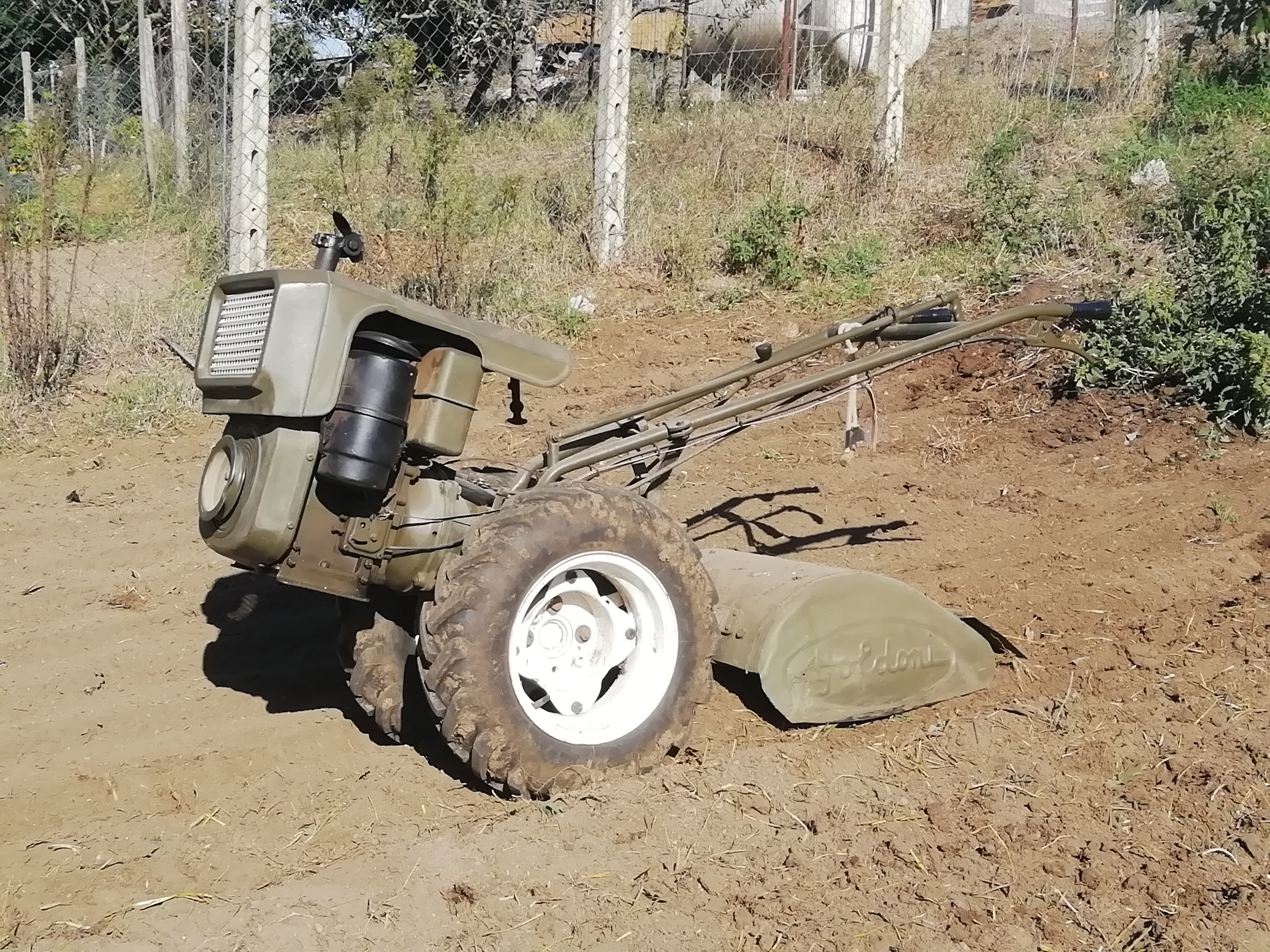
Motocoltivatore Goldoni

Per lavori di minore entità in spazi ristretti è diffusa la motozappa (fresa semovente) in cui la trazione è data direttamente dalla fresa e che quindi, a differenza del motocoltivatore, può eseguire una sola lavorazione.

## Descrizione
Un motocoltivatore ha generalmente una potenza non superiore ai 15 kW ed è guidato e manovrato da un conduttore che procede a piedi. Il nome anglosassone (two wheels tractor, trattore a due ruote) descrive bene le sue caratteristiche. È dotato di un motore a scoppio (a benzina o diesel), di un unico albero motore e
di un manubrio a stegole che porta i comandi. La trazione è assicurata da due ruote motrici, spesso con differenziale e a volte con frenatura separata delle due ruote per minimizzare il raggio di svolta in spazi angusti. Una presa di potenza permette di azionare i diversi attrezzi trascinati o portati.
La gamma di attrezzi che può essere agganciata al motocoltivatore con ruote è vasta. L'attrezzo più tipico è la fresa trainata. Altri attrezzi di uso comune sono aratri, barre falcianti, tagliaerba a lama rotante, seminatrici, irroratrici, rimorchi, eccetera. Vi può essere attaccato anche un retrotreno con sedile, trasformandolo così in un piccolo trattorino che permette un lavoro più comodo e che può anche trainare un piccolo rimorchio leggero. Inoltre è possibile agganciare attrezzi non direttamente di impiego agricolo, quali turbine spazzaneve, generatori elettrici, pompe e spazzoloni rotanti.
Il motocoltivatore viene solitamente utilizzato per preparare il terreno all'inizio della stagione sostituendo il lavoro fatto tradizionalmente con vanga e zappa.

## Normativa
Nella Comunità Europea i motocoltivatori sono soggetti a restrizioni sulle emissioni di rumore attraverso la Direttiva 2000/14/CE del Parlamento europeo e del Consiglio dell'8 maggio 2000 sul ravvicinamento delle legislazioni degli Stati membri concernenti l'emissione acustica ambientale delle macchine ed attrezzature destinate a funzionare all'aperto.